# 三浦市立三崎中学校
三浦市立三崎中学校（みうらしりつ みさきちゅうがっこう）とは、神奈川県三浦市三崎町六合にある、市立中学校。

## 沿革
- 2014年（平成26年）
  - 4月1日 - 旧三崎中学校と上原中学校を統合し、現校名で開校。校舎は上原中学校のものを使用[1]。
  - 4月8日 - 開校式が行われる[1]。

### 旧三崎中学校
- 1947年（昭和22年）4月30日 - 城山町5番1号に三浦郡三崎町三崎中学校として開校。
- 1955年（昭和30年）1月1日 - 町村合併、市制施行により、三浦市立三崎中学校に改称。
- 1966年（昭和41年）4月1日 - 上原中学校を分離。
- 2014年（平成26年）
  - 3月13日 - 最後の卒業式が行われる[2]。
  - 3月25日 - 閉校。

### 上原中学校
- 1966年（昭和41年）4月1日 - 三崎中学校から分離、三崎町六合に開校。
- 2014年（平成26年）3月25日 - 閉校。

## 部活動

### 運動部
- 野球部[3]
- サッカー部
- テニス部
- 男子バスケットボール部
- 女子バスケットボール部
- 女子バレーボール部
- 卓球部
- 陸上競技部

### 文化部
- 吹奏楽部
- 美術部
- パソコン部

## 通学区域
通学区域は以下の通りである。
- 三崎1～5丁目
- 白石町
- 海外町
- 尾上町
- 向ヶ崎町
- 天神町
- 城山町
- 晴海町
- 三崎町城ヶ島
- 東岡町
- 三崎町諸磯
- 三崎町小網代
- 三崎町六合
- 栄町
- 原町
- 岬陽町
- 諏訪町
- 宮川町
- 南下浦町金田1593～1660番地（但し、1596～1598、1629-13を除く）

## 進学前小学校
- 三浦市立三崎小学校 - 全域
- 三浦市立岬陽小学校 - 全域
- 三浦市立名向小学校 - 全域
- 三浦市立初声小学校 - 全域

## 交通
- 京浜急行バス 三崎警察署前バス停から徒歩1分30秒

## 関係者

### 出身者
- 石井昭男 - プロ野球選手[2]
- 川村エミコ -  お笑いコンビたんぽぽ、合併前の旧上原中学校出身[5]

### 教職員
- 団鬼六[2]